# Prelitzsee
Der Prelitzsee ist ein See nördlich von Rechlin im Landkreis Mecklenburgische Seenplatte in Mecklenburg-Vorpommern. Er liegt in einem Sumpfgebiet des Naturschutzgebietes „Müritzsteilufer bei Rechlin“ und hat stark verschilfte Ufer, sodass eine genaue Abgrenzung des Sees unmöglich ist. Seine Größe beträgt etwa 4,5 Hektar und liegt auf 62,1 m ü. NHN. Die maximale Ausdehnung des offenen Seefläche beträgt 290 Meter mal 200 Meter. Über einen Graben ist der See mit dem Bolter Kanal und darüber mit der 900 Meter entfernten Müritz verbunden.
Der Müritz-Radrundweg führt nahe am Prelitzsee vorbei. Bis 1936 lag an seinem westlichen Ufer die kleine Ortschaft Klopzow, die dann als Übungsgelände der Luftwaffenerprobungsstelle Rechlin genutzt wurde.

## Nachweise
1. ↑  Geodatenviewer des Amtes für Geoinformation, Vermessungs- und Katasterwesen Mecklenburg-Vorpommern (Hinweise)